# 漠南之战
漠南之战，汉武帝元朔五年（公元前124年）至元朔六年（前123年），汉匈战争中，西汉车骑将军卫青率軍反击漠南右贤王部和伊稚斜单于主力的作战。
元朔二年（前127年），河南之战后，匈奴先后袭掠代郡（郡治代县，今河北省蔚县东北代王城）、雁门郡（郡治善无县，今山西省右玉县城南）、定襄郡（郡治成乐县，今内蒙古和林格尔西北土城子）、上郡（郡治肤施县，今陕西省榆林市南鱼河堡）等地。右贤王率騎兵多次攻打汉边郡，并入河南，袭朔方郡（今内蒙古杭锦旗北），杀民众。汉武帝决定对右贤王和匈奴单于发起反击。
元朔五年（前124年）春，汉武帝以十余万兵反击右贤王，以车骑将军卫青率三万騎出高阙（今内蒙古狼山中部计兰山口），并指挥游击将军苏建、强弩将军李沮、骑将军公孙贺、轻车将军李蔡等六将军出朔方，远程袭击右贤王庭。同时，以大行李息、岸头侯张次公为将军率部出右北平郡（郡治平刚县，今辽宁省凌源县西北），牵制左贤王部。卫青军出塞六、七百里，在夜晚包围袭击右贤王部。右贤王无备，率数百骑逃走。卫青俘获其部众一万五千余，牲蓄近一百万头。元朔六年（前123年）春，武帝命大将军卫青率中将军公孙敖、左将军公孙贺、前将军赵信、右将军苏建，后将军李广、强弩将军李沮等六将军共十余万骑出定襄击匈奴。重创匈奴单于主力，斩首数千而还，休整于定襄、云中、雁门。同年夏，卫青率六将军十余万骑又一次出定襄击匈奴，斩杀和俘虏一万九千人。